# Mesoplia
Mesoplia Lepeletier, 1841 — род пчёл, из трибы Ericrocidini семейства Apidae. Собирательные волоски образуют так называемую корзинку. 

## Распространение
Неотропика: от США и Мексики до Бразилии и Уругвая.

## Классификация
Известно около 15 видов. 
- Mesoplia alboguttata (Ducke, 1905)
- Mesoplia azurea (Lepeletier & Audinet-Serville, 1825)typus
- Mesoplia bifrons (Fabricius, 1804)
- Mesoplia chalybaea (Friese, 1912)
- Mesoplia decorata (Smith, 1854)
- Mesoplia dugesi (Cockerell, 1917)
- Mesoplia friesei (Ducke, 1902)
- Mesoplia guatemalensis  Cockerell, 1912
- Mesoplia guedesi (Ducke, 1902)
- Mesoplia imperatrix (Friese, 1913)
- Mesoplia insignis (Smith, 1879)
- Mesoplia pilicrus (Friese, 1902)
- Mesoplia regalis (Smith, 1854)
- Mesoplia rufipes (Perty, 1833)
- Mesoplia simillima Schrottky, 1920